# Apartamento del doctor Gagnon
El apartamento del doctor Gagnon o casa de Stendhal es un complejo de dos casas en dos plantas de los siglos XVI y XVII convertido en un museo dedicado al escritor Henri Beyle llamado Stendhal y que presenta principalmente su entorno familiar y social. Situado en el número 20 de la Grande Rue de Grenoble, donde el novelista vivió durante su infancia entre 1790 y 1796, este lugar de «formación intelectual» inspiró al futuro escritor para su obra. El propio apartamento es uno de los componentes del Museo Stendhal, que engloba un concepto innovador de tres lugares y un itinerario en la ciudad. 

## Biografía

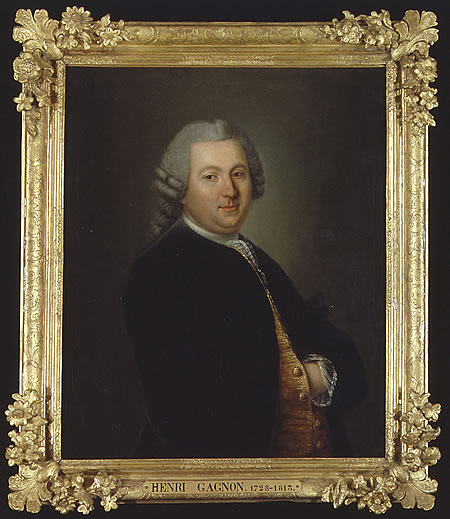
El doctor Henri Gagnon (1728-1813), abuelo de Stendhal.

Marie-Henri Beyle (conocido como Stendhal) (1783-1842) nació el 23 de enero de 1783 en el segundo piso de la rue des Vieux-Jésuites de Grenoble (actual 14 rue Jean-Jacques Rousseau). Hijo de Chérubin Beyle (abogado del Parlamento de Grenoble) y de Henriette Gagnon.
A partir de 1790, tras la muerte de su madre, Stendhal, de 7 años de edad, huye de la estricta educación de su padre  y se va a vivir con su abuelo materno que lo crio, el doctor Henri Gagnon (1728-1813)4. Gagnon vivía en un gran complejo burgués formado por dos casas contiguas de 500 m² cada una, una con vistas a la plaza principal de la ciudad, la Place Grenette, y la otra con vistas al jardín de la ciudad. El apartamento sirvió a Stendhal de «laboratorio para observar la buena sociedad de Grenoble», tal y como la recibió su abuelo. Fue en este apartamento donde el joven Stendhal asistió a la Jornada de las Tejas el 7 de junio de 1788. 
Entre 1796 y 1799, el joven Stendhal se formó en la École Centrale, el antiguo colegio de los jesuitas,el moderno Lycée Stendhal. En 1830, a la muerte de Romain Gagnon, hijo del doctor Gagnon, el apartamento se vendió porque el patrimonio estaba cargado de deudas.

## Museo Stendhal
En 1920, nació la idea de una exposición temporal sobre Stendhal. A continuación, el museo y la biblioteca organizaron conjuntamente una exposición sobre Stendhal en el Musée-bibliothèque donde se expusieron manuscritos, retratos y documentos del escritor entre julio y septiembre.
El 5 de mayo de 1934, el alcalde Paul Cocat  inauguró el primer museo de Stendhal en la calle Hauquelin, en la antigua capilla de las Ursulinas. Unas décadas más tarde, en julio de 1970, se inauguró un nuevo museo de Stendhal en la calle Hector-Berlioz, en la planta baja del Hôtel de Lesdiguières, en el antiguo salón de bodas y su antesala. Este museo permaneció en estos locales hasta su cierre en 2004, teniendo que abandonar las instalaciones para que la Maison de l'International pudiera abrir en 2006. 
El apartamento de Gagnon, situado en el número 20 de la Grande Rue, fue adquirido por la ciudad de Grenoble en 1962 y transformado en museo en 1978, cuando se inauguró temporalmente en junio. En enero de 1983, con motivo del bicentenario del nacimiento de Stendhal, el apartamento pasó a llamarse Maison Stendhal, y el académico Victor Del Litto se implicó en su promoción. En 2007, nació un nuevo proyecto museístico, con el apartamento Gagnon como pieza central, pero acompañado de la casa natal de Stendhal, situada a unas decenas de metros, en el número 14 de la calle Jean-Jacques Rousseau, y de la colección Stendhal de la Biblioteca Municipal de Grenoble. 

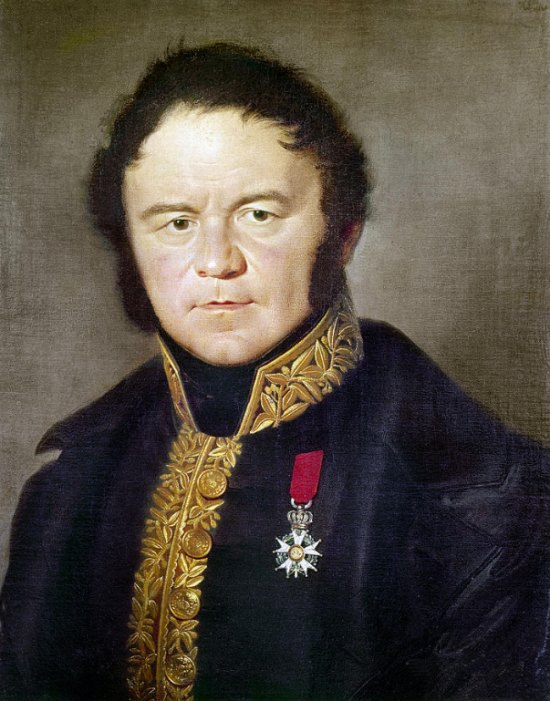
Stendhal (1783-1842).

La colección Stendhal de la biblioteca se creó en 1861 gracias a una donación de la viuda de un antiguo alcalde de Grenoble y amigo de Stendhal, Louis Crozet. Esta colección incluye la colección de Stendhal y la colección del museo de aproximadamente 700 artículos que consisten en pinturas, medallones, bustos, dibujos, litografías y fotografías. La colección Stendhal, que se enriquece periódicamente, cuenta hoy con 40 000 páginas de manuscritos, de los que se conservan más de tres cuartas partes en el mundo, y 10 000 obras impresas en varios idiomas. El apartamento del nacimiento, renovado e inaugurado el 13 de septiembre de 2002, está destinado a crear eventos literarios, acoger proyectos de escritores y poner en marcha actividades para el público, como círculos de lectores, talleres de escritura, reuniones de la Asociación Stendhal y talleres educativos sobre Stendhal. Estos tres lugares están estrechamente vinculados a un itinerario literario en el centro histórico de Grenoble.
Los arquitectos Cédric Avenier y Pierre-Antoine Rappa, con la escenógrafa Marianne Klapisch, repensaron los espacios. Se redescubrieron los volúmenes originales, se restauraron elementos históricos y se inventaron otros, contemporáneos, para evocar la época de Stendhal y de su abuelo, el doctor Henri Gagnon. Se inauguró con motivo de las Jornadas Europeas de Patrimonio, los días 15 y 16 de septiembre de 2012. El apartamento Gagnon cuenta con una sala de exposiciones temporales donde se pueden consultar los manuscritos digitalizados y la colección de Stendhal en terminales multimedia. 
El complejo de edificios está catalogado como monumento histórico desde el 12 de diciembre de 2000. En 2003, la casa recibió el sello Musée de France, y en 2011 recibió el sello Maisons des Illustres del Estado. La exposición permanente tiene en cuenta el significado de las diferentes salas del apartamento, los cuadros, bustos y grabados expuestos, y sus vínculos con los manuscritos y la obra de Stendhal.

## Composición del apartamento

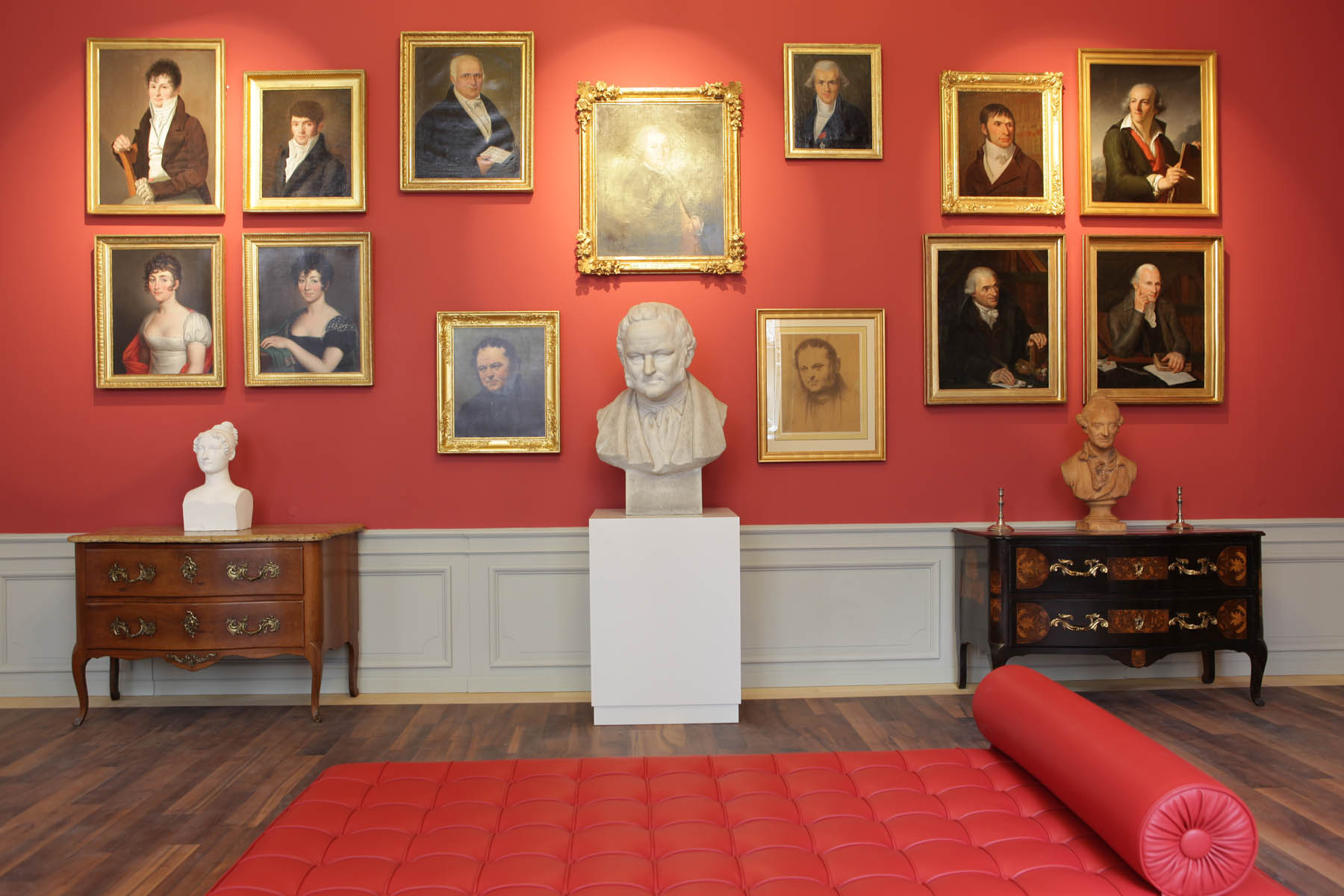
La sala de ceremonias.

La entrada del apartamento se abre a un gran salón de estilo italiano que era la sala de ceremonias donde el médico recibía a la sociedad de Grenoble. En este lugar, Stendhal instalaba una mesa de trabajo frente a una de las ventanas que daban al patio. Como su nombre indica, este salón de estilo italiano está decorado con gran delicadeza con lámparas de araña, cuadros y muebles de la familia Hache. Allí se puede descubrir, entre otros, el retrato del profesor de dibujo Louis-Joseph Jay, creador en 1798 del Museo de Grenoble.
A continuación, un gabinete de historia natural típico de los apartamentos de la burguesía ilustrada de los siglos XVIII y XIX, decorado con un mapa del Dauphiné de cuatro pies de ancho, que el doctor Gagnon admiraba. Este mandó hacer armarios para cubrir las paredes de ambos lados de la sala para exponer minerales, aves, conchas y un cocodrilo naturalizado. Esta vitrina expone especímenes de la colección del Museo de Historia Natural de Grenoble. 
Una sala de verano o de trabajo, una pequeña habitación del mismo tamaño junto a la sala de historia natural, dedicada en su momento a la escritura y la lectura. A la derecha, al entrar, hay un busto de Voltaire, el escritor favorito del doctor. A la izquierda, una biblioteca forrada por completo con libros de autores apreciados, pero también en un rincón con malas novelas sin encuadernar dejadas por el tío de Stendhal, Romain Gagnon, el libertino de la familia. La biblioteca está parcialmente reconstruida, sobre todo a partir del inventario de la herencia de Romain Gagnon de 1830. 

esquema de los lugares de Stendhal.

Por último, una habitación de invitados llamada «de Romain Gagnon» que se alojaba cada vez que venía a visitar a su padre, el doctor Gagnon. Abogado seductor y libertino, Romain se casó tarde con una rica heredera de Les Echelles, pero volvía con frecuencia a Grenoble para ver a sus amantes. Esta obra puede evocar una ciudad del siglo XVIII menos austera de lo que pensamos hoy en día. El propio Stendhal evocó en Vida de Henry Brulard la novela Las amistades peligrosas, que describe la moral licenciosa escrita por un oficial de artillería que permaneció mucho tiempo en Grenoble, Pierre Choderlos de Laclos. La sala, cuyas paredes estuvieron cubiertas por un sensual damasco rojo, está dedicada a exposiciones temáticas temporales relacionadas con la vida y la obra de Stendhal. 
La terraza con una pérgola con vistas al jardín de la ciudad completa el lugar. Esta terraza, construida sobre la muralla del siglo III de Cularo, era un lugar de placer. El doctor Gagnon había instalado cajas de castañas en las que había plantado muchas variedades de flores y los pórticos levantados por el carpintero Poncet soportaban cepas de vid. En su extremo del jardín, que servía de observatorio astronómico, el doctor Henri Gagnon señalaba las estrellas al joven Stendhal. 

## Exposiciones temporales
A partir de abril de 2014, el Museo Stendhal presenta una exposición temporal en el apartamento del doctor Gagnon dedicada a los dibujos de los manuscritos stendhalianos en Grenoble. En mayo de 2015, el museo presenta la exposición Stendhal, un républicain rouge et noir, que demuestra el aspecto político de la obra del escritor.